# London Olympics Media Centre

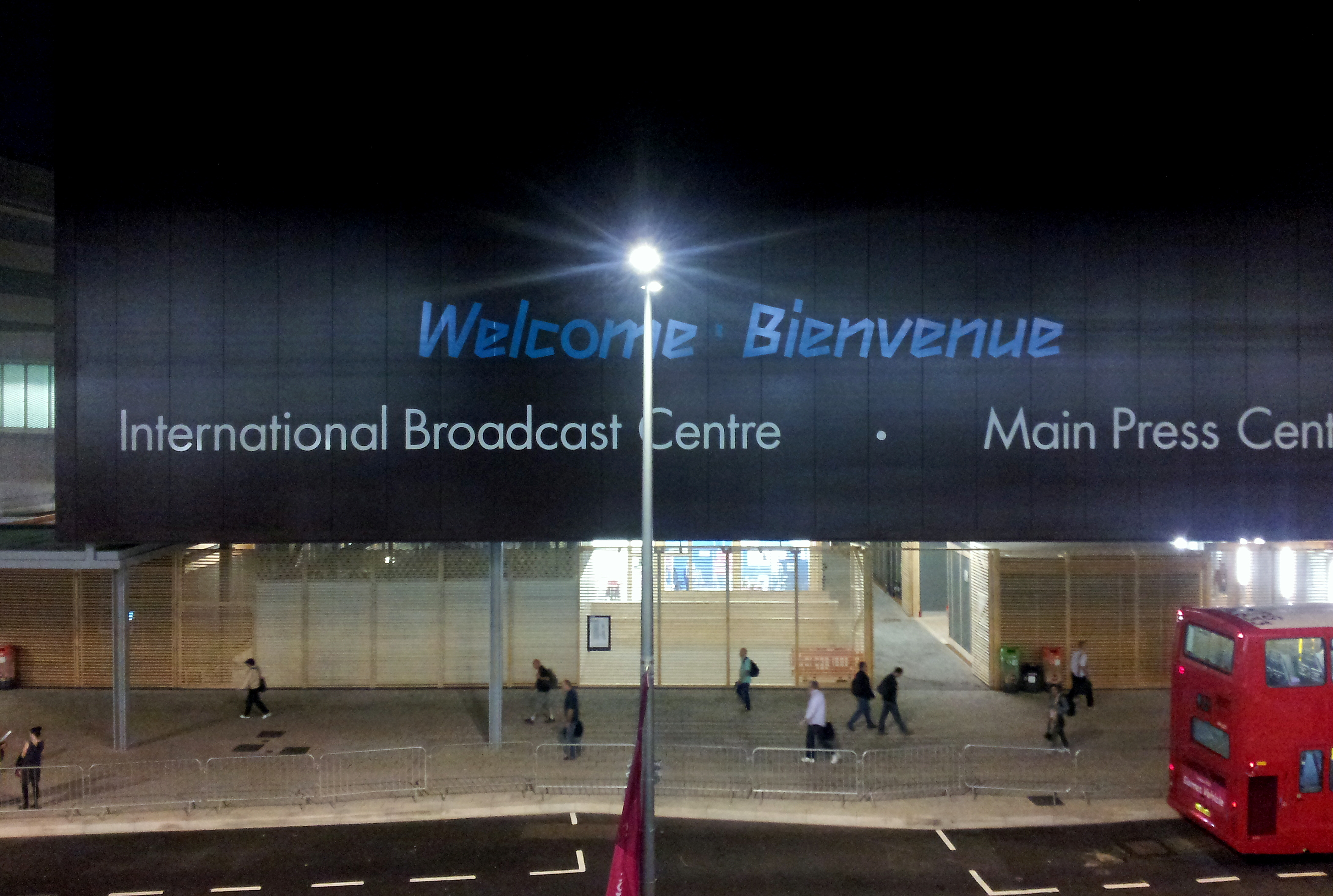
International Broadcast Centre, während der Londoner Olympischen Sommerspielen 2012

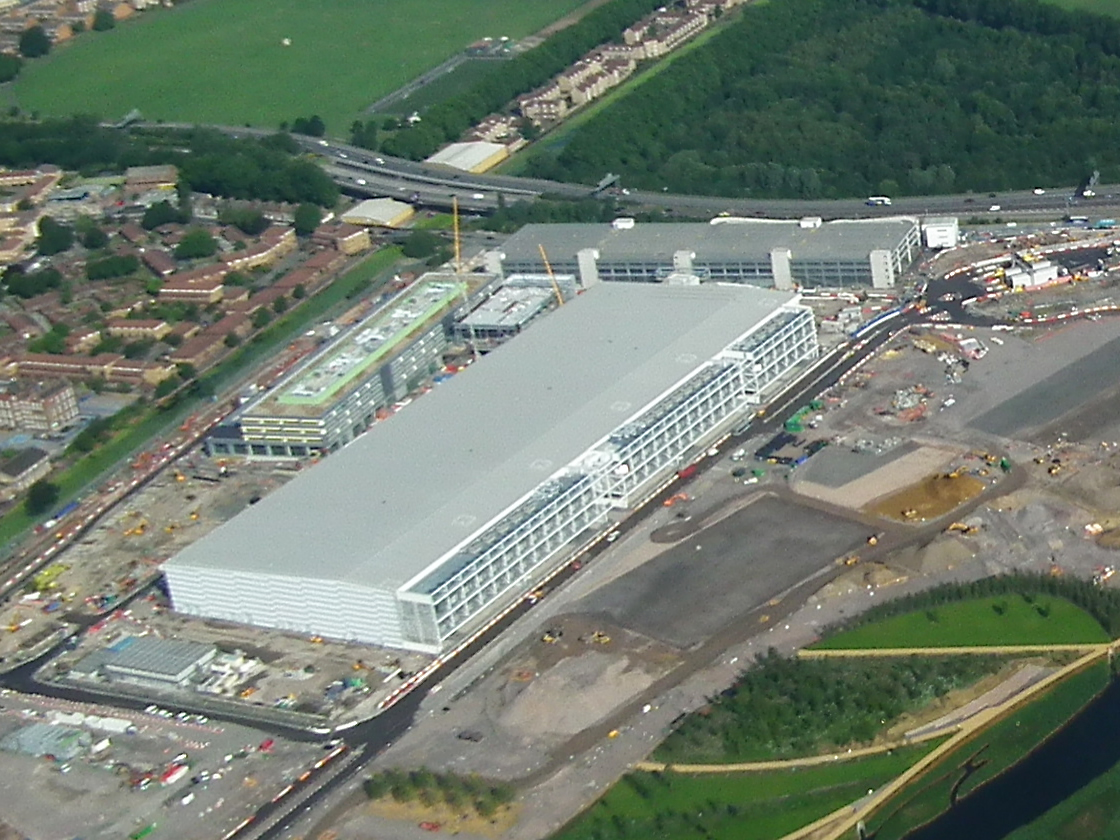
Luftansicht (Juni 2011)

Das London Olympics Media Centre ist ein Gebäude in London, das als Presse- und Medienzentrum der Olympischen Spiele 2012 und der Sommer-Paralympics 2012 diente. Es liegt im Stadtteil Homerton (London Borough of Hackney) am nordwestlichen Rand des Olympiaparks.

## Beschreibung
Am Standort des olympischen Medienzentrums befand sich zuvor das Hackney Wick Stadium. Es war 1932 eröffnet worden und diente als Austragungsort von Speedway- und Windhundrennen. Nachdem der Betreiber 1997 in Konkurs gegangen war, wurde das Stadion 2003 abgerissen.
Während der Olympiakandidatur war beabsichtigt gewesen, den Gebäudekomplex ausschließlich privat zu finanzieren, da man davon ausging, dass es genügend Interessenten für eine gewinnbringende Nachnutzung gäbe. Aufgrund der globalen Finanzkrise brach die Nachfrage jedoch regelrecht ein. Im Dezember 2009 sah sich der britische Staat gezwungen, das Medienzentrum und das olympische Dorf öffentlich zu finanzieren und stellte dafür insgesamt 702 Millionen Pfund aus dem Notfallfonds zur Verfügung.
Die Bauarbeiten begannen im April 2009 und waren im Juli 2011 abgeschlossen, die Baukosten betrugen 355 Millionen Pfund. Der 275 Meter lange Gebäudekomplex ist für einen 24-Stunden-Betrieb ausgerichtet und bietet Platz für 20.000 Medienschaffende. Er besteht aus dem International Broadcast Centre und dem Hauptpressezentrum. Dazwischen wurden als Verbindungselement eine Verpflegungszone und ein mehrstöckiges Parkhaus errichtet. Nach den Olympischen Spielen und den Paralympics stehen im Gebäudekomplex rund 90.000 m² Büro- und Gewerbefläche zur Verfügung.